# Bill Berry (Fußballspieler, 1884)
William Alexander „Bill“ Berry (* 3. Quartal 1884 in Monkwearmouth, Sunderland; † 1. März 1943) war ein englischer Fußballspieler.

## Karriere
Berry spielte im Lokalfußball von Sunderland, bevor er 1902 zum Profiverein AFC Sunderland, zu diesem Zeitpunkt amtierender englischer Meister, kam, dort jedoch ohne Pflichtspieleinsatz blieb. Nach einer Saison wechselte Berry, zu den Tottenham Hotspur in die Southern League. Dort hatte er auf der Mittelstürmerposition mit Vivian Woodward einen der besten Spieler seiner Zeit vor sich. Ohne Chance an Woodward vorbeizukommen, absolvierte er in den drei Jahren seiner Vereinszugehörigkeit überwiegend Spiele für das Reserveteam. Berry, der bei Tottenham den Spitznamen Burglar (dt. Einbrecher) erhielt, wechselte im November 1906 in die Football League First Division zu Manchester United. Bei Manchester kam Berry unmittelbar nach seinem Wechsel überwiegend als rechter Außenstürmer zum Einsatz, diente dort aber nur als Übergangslösung, bis der wegen eines Bestechungsskandals bis Jahresende gesperrte Billy Meredith spielberechtigt war.
In der Saison 1907/08 gewann Manchester mit der Offensivreihe Meredith, Jimmy Bannister, Sandy Turnbull, Jimmy Turnbull und George Wall überlegen die Landesmeisterschaft, Berry kam im Saisonverlauf nur zu drei Einsätzen und blieb damit deutlich unter den für den Erhalt einer Meisterschaftsmedaille nötigen Einsätzen. Im Februar 1909 wurde er schließlich zum Transfer freigegeben und ging in die Second Division zu Stockport County. Mit drei Treffern in zwölf Einsätzen verhalf er dem Klub bis zum Saisonende auf den drittletzten Tabellenplatz, womit dieser vermied, sich einer Wiederwahl für die weitere Ligazugehörigkeit stellen zu müssen. Nach einer weiteren Saison bei Stockport endete seine Profilaufbahn und er kehrte 1910 zu den Sunderland Royal Rovers zurück.